# Вайлерсбах
Вайлерсбах (нім. Weilersbach) — громада в Німеччині, розташована в землі Баварія. Підпорядковується адміністративному округу Верхня Франконія. Входить до складу району Форхгайм. Складова частина об'єднання громад Кірхеренбах.
Площа — 8,62 км2. Населення становить 2043 ос. (станом на 31 грудня 2020).